# Каняк
Каняк (болг. Каняк) — село в Болгарии. Находится в Кырджалийской области, входит в общину Черноочене. Население составляет 208 человек.

## Политическая ситуация
В местном кметстве Каняк, в состав которого входит Каняк, должность кмета (старосты) исполняет Хюрю Халил Тефик (Движение за права и свободы (ДПС)) по результатам выборов правления кметства.
Кмет (мэр) общины Черноочене — Айдын Ариф Осман (Движение за права и свободы (ДПС)) по результатам выборов в правление общины.